# Poecilanthrax demogorgon
Poecilanthrax demogorgon är en tvåvingeart som först beskrevs av Walker 1849.  Poecilanthrax demogorgon ingår i släktet Poecilanthrax och familjen svävflugor. Inga underarter finns listade i Catalogue of Life.